# Großer Preis von Argentinien 1956
Der Große Preis von Argentinien 1956 (offiziell IV Gran Premio de la Republica Argentina) fand am 22. Januar auf dem Autódromo Municipal Ciudad de Buenos Aires in Buenos Aires statt und war das erste Rennen der Automobil-Weltmeisterschaft 1956.

## Bericht

### Hintergrund
Nachdem sich Mercedes nach der Saison 1955 aus der Formel 1 zurückgezogen hatten, gingen beim Saisonauftakt, dem Großen Preis von Argentinien, nur italienische Wagen an den Start. Ferrari und Maserati nahmen als einzige Werksteams am Rennen teil, zwei andere Teams mit privaten Maserati-Fahrzeugen.
Ferrari setzte in diesem Rennen Wagen für fünf Fahrer ein, ein Großteil davon waren der neue Ferrari D50, der auf dem Lancia D50 aufbaute, dessen Team seine Wagen 1955 an Ferrari verkaufte. Der amtierende Weltmeister Juan Manuel Fangio wechselte zu Ferrari. Außerdem verstärkte sich Ferrari mit Luigi Musso, Peter Collins und dem Formel-1-Debütanten Olivier Gendebien. Von den Vorjahresfahrern behielt Ferrari lediglich Eugenio Castellotti.
Maserati setzte in diesem Grand Prix sieben Wagen ein. Stirling Moss wechselte zum Team. Außerdem fuhren für Maserati wie im Vorjahr Carlos Menditéguy und Jean Behra. Die Italiener Luigi Piotti und Gerino Gerini fuhren auf Maserati ihr Formel-1-Debüt, der Brasilianer Chico Landi bestritt seinen letzten Grand Prix.
Mike Hawthorn ging für die Owen Racing Organisation in einem privaten Maserati an den Start. Dieses Team ging anfangs der Saison noch mit diesem Wagen in die Rennen, entwickelte später in der Saison einen eigenen Wagen, der unter dem Namen BRM vor allem in den 1960er-Jahren Erfolge feierte.
Ebenfalls einen privaten Maserati teilten sich Óscar González und Alberto Uria. Für beide war es das letzte Formel-1-Rennen ihrer Karrieren, für González zudem das einzige.
Für das Rennen waren nur 13 Fahrzeuge gemeldet, von denen im Rennen sieben ausfielen und sechs Wagen das Ziel erreichten.
Mit Fangio (zweimal) trat ein ehemaliger Sieger zu diesem Grand Prix an.

### Training
Im Training zeigte sich die Überlegenheit der Ferrari D50. Fangio sicherte sich die Pole-Position mit über zwei Sekunden Vorsprung auf den zweitplatzierten Castellotti. Musso im dritten Ferrari D50 qualifizierte sich auf Platz drei. Ferrari sicherte sich damit nach einem Jahr wieder die Pole-Position, nachdem mit José Froilán González beim Großen Preis von Argentinien 1955 letztmals ein Ferrari vom ersten Platz ins Rennen gegangen war.
Hinter den Ferrari starteten fünf Maserati, vier des Werksteams mit den Fahrern Behra, González, Menditeguy und Moss und der private Maserati von Hawthorn. Die Ferrari 555 waren im Vergleich zu den D50 nicht konkurrenzfähig, wodurch Collins und Gendebien sich mit mehr als fünf Sekunden Rückstand auf Fangio lediglich auf Position neun und zehn qualifizierten.
Uria erzielte im Training keine Zeit, nahm jedoch in Anbetracht der geringen Anzahl teilnehmender Teams und Wagen trotzdem am Rennen teil.

### Rennen
Die Überlegenheit der Ferrari im Training wurde anfangs im Rennen nicht bestätigt. Die Maserati von Moss und Menditéguy starteten gut, überholten die Ferrari und gingen in Führung. Menditéguy kam im teaminternen Duell gegen Moss auf Platz eins und führte in den ersten Rennrunden seines Heimrennens.
Für Fangio, den Gewinner der beiden letzten Argentinien-Grands-Prix, war das Rennen in Runde 22 vorzeitig beendet, sein Wagen hatte Probleme mit der Kraftstoffpumpe. Das Team entschied daraufhin, dass Musso seinen Wagen an Fangio abgeben musste, sodass Fangio das Rennen fortsetzen konnte. Beim Großen Preis von Italien 1956 später in der Saison lag Musso in Führung und wurde ebenfalls aufgefordert seinen Wagen an Fangio zu übergeben. Bei diesem Rennen weigerte er sich jedoch und schied kurz vor Rennende aus.
Fangio übernahm Mussos Wagen in Runde 30 und arbeitete sich anschließend an die vorderen Plätze heran. Er überholte Behra, beging aber einen Fahrfehler und drehte sich ins Streckenaus. Fangio steckte fest und war nicht in der Lage, sich aus der Situation zu befreien. Streckenposten schoben ihn an und Fangio setzte das Rennen hinter Behra liegend fort. Nach dem Rennen legte Maserati einen offiziellen Protest ein und forderte eine Disqualifikation von Fangio wegen des Anschiebens. Der Protest wurde von den Rennstewarts und der FIA jedoch abgelehnt.
Fangio kämpfte sich nach seinem Dreher wieder an Behra heran und überholte ihn, als vor ihm mehrere Fahrer ab der Runde 40 technische Schwierigkeiten mit ihren Wagen bekamen. Erst fiel Castellotti auf Platz drei liegend mit einem Getriebeschaden aus, dann brach zwei Runden später die Halbwelle des führenden Menditéguy, der 42 Runden des Rennens den ersten Platz innehatte. Daraufhin übernahm Moss diese Position vor Fangio und Behra, als auch bei ihm Rauch aus dem Motor aufstieg. Er setzte das Rennen noch mehrere Runden fort, verlor allerdings an Geschwindigkeit und wurde von Fangio und Behra überholt. Im Mittelfeld arbeitete sich Piotti mehrere Positionen nach vorn, bis er knapp hinter der Spitzengruppe lag. Bei einem Überholmanöver gegen Collins führte ein Missverständnis zwischen den beiden zu einem Unfall, der mit dem Ausscheiden beider Fahrer endete.
Moss gab das Rennen wegen des Motorschadens seines Maseratis in der 81. Runde auf, sodass Fangio und Behra sich um den Sieg duellierten. Dabei leistete sich Behra wie Fangio zuvor einen Fahrfehler und drehte sich. Daraufhin fuhr Fangio ungefährdet den Sieg ins Ziel, während Behra den zweiten Platz erreichte. Nur die beiden Fahrer waren in der Führungsrunde, Hawthorn auf Platz drei hatte bereits zwei Runden Rückstand. Auf Position vier erreichte Gerini das Ziel, der sich den Wagen mit Landi teilte, auf Platz fünf erzielte Gendebien seine ersten Punkte.
Da Fangio sich den Wagen mit Musso teilte, gewannen beide Fahrer das Rennen. Für Musso war es der einzige Sieg seiner Formel-1-Karriere. Fangio gewann das dritte von vier Rennen in Folge bei seinem Heimrennen in Argentinien, für Ferrari war es der zweite von insgesamt drei Siegen beim Großen Preis von Argentinien.
Fangio und Musso teilten sich die erreichten Punkte für den Sieg, Fangio erhielt einen zusätzlichen für die schnellste Rennrunde. Behra ging das erste Mal in seiner Karriere in der Fahrerwertung in Führung, da er für Platz zwei sechs Punkte erhielt.

## Meldeliste
| Team                      | Nr. | Fahrer                | Chassis                             | Motor           | Reifen |
| ------------------------- | --- | --------------------- | ----------------------------------- | --------------- | ------ |
| Officine Alfieri Maserati | 02  | Stirling Moss         | Maserati 250F                       | Maserati 2.5 L6 | P      |
| Officine Alfieri Maserati | 04  | Jean Behra            | Maserati 250F                       | Maserati 2.5 L6 | P      |
| Officine Alfieri Maserati | 06  | Carlos Menditéguy     | Maserati 250F                       | Maserati 2.5 L6 | P      |
| Officine Alfieri Maserati | 08  | Luigi Piotti          | Maserati 250F                       | Maserati 2.5 L6 | P      |
| Officine Alfieri Maserati | 10  | Chico Landi           | Maserati 250F                       | Maserati 2.5 L6 | P      |
| Officine Alfieri Maserati | 10  | Gerino Gerini         | Maserati 250F                       | Maserati 2.5 L6 | P      |
| Officine Alfieri Maserati | 12  | José Froilán González | Maserati 250F                       | Maserati 2.5 L6 | P      |
| Owen Racing Organisation  | 14  | Mike Hawthorn         | Maserati 250F                       | Maserati 2.5 L6 | D      |
| Alberto Uria              | 16  | Óscar González        | Maserati A6GCM/Maserati 250F        | Maserati 2.5 L6 |        |
| Alberto Uria              | 16  | Alberto Uria          | Maserati A6GCM/Maserati 250F        | Maserati 2.5 L6 |        |
| Scuderia Ferrari          | 30  | Juan Manuel Fangio    | Ferrari D50                         | Ferrari 2.5 V8  | E      |
| Scuderia Ferrari          | 32  | Eugenio Castellotti   | Ferrari D50                         | Ferrari 2.5 V8  | E      |
| Scuderia Ferrari          | 34  | Luigi Musso           | Ferrari D50                         | Ferrari 2.5 V8  | E      |
| Scuderia Ferrari          | 34  | Juan Manuel Fangio    | Ferrari D50                         | Ferrari 2.5 V8  | E      |
| Scuderia Ferrari          | 36  | Peter Collins         | Ferrari 555 Supersqualo             | Ferrari 2.5 V8  | E      |
| Scuderia Ferrari          | 38  | Olivier Gendebien     | Ferrari 555 Supersqualo/Ferrari D50 | Ferrari 2.5 V8  | E      |

Anmerkungen
1. ↑  Chico Landi und Gerino Gerini fuhren den Wagen jeweils 46 Runden.
2. ↑  Óscar González und Alberto Uria fuhren den Wagen jeweils 44 Runden.
3. ↑  Luigi Musso fuhr den Wagen 30 Runden, Juan Manuel Fangio 68 Runden.

## Klassifikationen

### Qualifying
| Pos. | Fahrer                | Konstrukteur | Zeit       | Start |
| ---- | --------------------- | ------------ | ---------- | ----- |
| 01   | Juan Manuel Fangio    | Ferrari      | 1:42,5     | 01    |
| 02   | Eugenio Castellotti   | Ferrari      | 1:44,7     | 02    |
| 03   | Luigi Musso           | Ferrari      | 1:44,7     | 03    |
| 04   | Jean Behra            | Maserati     | 1:45,1     | 04    |
| 05   | José Froilán González | Maserati     | 1:45,2     | 05    |
| 06   | Carlos Menditéguy     | Maserati     | 1:45,6     | 06    |
| 07   | Stirling Moss         | Maserati     | 1:45,9     | 07    |
| 08   | Mike Hawthorn         | Maserati     | 1:47,4     | 08    |
| 09   | Peter Collins         | Ferrari      | 1:47,7     | 09    |
| 10   | Olivier Gendebien     | Ferrari      | 1:50,4     | 10    |
| 11   | Chico Landi           | Maserati     | 1:52,1     | 11    |
| 12   | Luigi Piotti          | Maserati     | 1:57,9     | 12    |
| 13   | Alberto Uria          | Ferrari      | keine Zeit | 13    |

### Rennen
| Pos. | Fahrer                | Konstrukteur | Runden | Stopps | Zeit        | Start | Schnellste Runde |
| ---- | --------------------- | ------------ | ------ | ------ | ----------- | ----- | ---------------- |
| 01   | Luigi Musso           | Ferrari      | 98     |        | 3:00:03,7   | 03    |                  |
| 01   | Juan Manuel Fangio    | Ferrari      | 98     |        | 3:00:03,7   | 03    | 1:45,3           |
| 02   | Jean Behra            | Maserati     | 98     |        | + 24,4      | 04    |                  |
| 03   | Mike Hawthorn         | Maserati     | 96     |        | + 2 Runden  | 08    |                  |
| 04   | Chico Landi           | Maserati     | 92     |        | + 6 Runden  | 11    |                  |
| 04   | Gerino Gerini         | Maserati     | 92     |        | + 6 Runden  | 11    |                  |
| 05   | Olivier Gendebien     | Ferrari      | 91     |        | + 7 Runden  | 10    |                  |
| 06   | Óscar González        | Maserati     | 88     |        | + 10 Runden | 13    |                  |
| 06   | Alberto Uria          | Maserati     | 88     |        | + 10 Runden | 13    |                  |
| –    | Stirling Moss         | Maserati     | 81     |        | DNF         | 07    |                  |
| –    | Peter Collins         | Ferrari      | 58     |        | DNF         | 09    |                  |
| –    | Luigi Piotti          | Maserati     | 57     |        | DNF         | 12    |                  |
| –    | Carlos Menditéguy     | Maserati     | 42     |        | DNF         | 06    |                  |
| –    | Eugenio Castellotti   | Ferrari      | 40     |        | DNF         | 02    |                  |
| –    | José Froilán González | Maserati     | 24     |        | DNF         | 05    |                  |
| –    | Juan Manuel Fangio    | Ferrari      | 22     |        | DNF         | 01    |                  |

## WM-Stand nach dem Rennen
Die ersten fünf bekamen 8, 6, 4, 3 bzw. 2 Punkte; einen Punkt gab es für die schnellste Runde. Es zählten nur die fünf besten Ergebnisse aus acht Rennen.

### Fahrerwertung
| Pos. | Fahrer             | Konstrukteur | Punkte |
| ---- | ------------------ | ------------ | ------ |
| 01   | Jean Behra         | Maserati     | 6      |
| 02   | Juan Manuel Fangio | Ferrari      | 5      |
| 03   | Luigi Musso        | Ferrari      | 4      |
| 04   | Mike Hawthorn      | Maserati     | 4      |
| 05   | Olivier Gendebien  | Ferrari      | 2      |
| 06   | Chico Landi        | Maserati     | 1,5    |
| 07   | Gerino Gerini      | Maserati     | 1,5    |
| –    | Óscar González     | Maserati     | 0      |

| Pos. | Fahrer                | Konstrukteur | Punkte |
| ---- | --------------------- | ------------ | ------ |
| –    | Alberto Uria          | Maserati     | 0      |
| –    | Stirling Moss         | Maserati     | 0      |
| –    | Peter Collins         | Ferrari      | 0      |
| –    | Luigi Piotti          | Maserati     | 0      |
| –    | Carlos Menditéguy     | Maserati     | 0      |
| –    | Eugenio Castellotti   | Ferrari      | 0      |
| –    | José Froilán González | Maserati     | 0      |